# Grammitis youngii
Grammitis youngii là một loài dương xỉ trong họ Polypodiaceae. Loài này được Stolze mô tả khoa học đầu tiên năm 1993.